# Mortyr (gra komputerowa)
Mortyr lub Mortyr 2093–1944 – polska komputerowa gra akcji wyprodukowana przez Mirage Interactive i wydana w 1999 i 2001 roku przez Interplay.

## Rozgrywka
Akcja gry rozpoczyna się w alternatywnej rzeczywistości, w której większość Europy została podbita przez hitlerowską Rzeszę. Niemcy wygrały II wojnę światową dzięki wynalezieniu wehikułu czasu i sprowadzeniu artefaktu z przyszłości. Wojskowy naukowiec, gen. Jürgen Mortyr i jego współpracownicy odkryli, że przez podróże w czasie klimat na Ziemi zmienia się w ten sposób, że zapobiegnięcie kataklizmom może stać się niemożliwe. Naukowiec i kilku ludzi chcą zniszczyć tę linię czasu. Syn Jürgena, Sebastian został wysłany w przeszłość aby zniszczyć maszynę. Błąd w obliczeniach powoduje, że Sebastian został wysłany w okolice zamku zamiast w konkretne miejsce, bez broni.
Gra składa się z 18 poziomów rozgrywanych w 1944 roku, w zamku będącym centrum konstrukcyjnym Maszyny Czasu oraz 11 poziomów po powrocie Mortyra do przyszłości. W dwóch częściach gry bronie jak i przeciwnicy są inne.
Gra zawiera pięć poziomów w trybie gry wieloosobowej deathmatch oraz cztery dla trybu cooperative plus i jeden poziom dla trybu Capture The Flag.